# Lithobius kurchevae
Lithobius kurchevae är en mångfotingart som först beskrevs av Zalesskaja 1978.  Lithobius kurchevae ingår i släktet Lithobius och familjen stenkrypare. Inga underarter finns listade i Catalogue of Life.